# مدرسة وستمنستر (دبي)
مدرسة وستمنستر هي مدرسة دولية خاصة تقع في دبي، الإمارات. تأسست في عام 1995.

## الروابط الخارجية
- TWS Digital Hub